# Zahlenpalindrom
Zahlenpalindrome bzw. Palindromzahlen sind natürliche Zahlen, deren Zahlensystemdarstellung von vorne und hinten gelesen den gleichen Wert hat, z. B. 1331 oder 742247, aber auch 21 zur Basis 2 (=10101). Manchmal wird auch die allgemeine Schreibweise a1a2a3 ...|... a3a2a1 für Zahlen mit der Basis {\displaystyle a} verwendet.
Der Begriff Palindrom wurde in die Zahlentheorie, einem Teilbereich der Mathematik, aus der Sprachwissenschaft übernommen.

## Palindrome im Dezimalsystem
Alle Zahlen des Dezimalsystems mit nur einer Ziffer sind Palindromzahlen.
Es gibt neun zweistellige Palindromzahlen:
{11, 22, 33, 44, 55, 66, 77, 88, 99}
Es gibt 90 dreistellige Palindromzahlen:
{101, 111, 121, 131, 141, 151, 161, 171, 181, 191,
202, 212, 222, 232, 242, 252, 262, 272, 282, 292,
303, 313, 323, 333, 343, 353, 363, 373, 383, 393,
404, 414, 424, 434, 444, 454, 464, 474, 484, 494,
505, 515, 525, 535, 545, 555, 565, 575, 585, 595,
606, 616, 626, 636, 646, 656, 666, 676, 686, 696,
707, 717, 727, 737, 747, 757, 767, 777, 787, 797,
808, 818, 828, 838, 848, 858, 868, 878, 888, 898,
909, 919, 929, 939, 949, 959, 969, 979, 989, 999}
sowie ebenfalls 90 vierstellige Palindromzahlen:
{1001, 1111, 1221, 1331, 1441, 1551, 1661, 1771, 1881, 1991,
2002, 2112, 2222, 2332, 2442, 2552, 2662, 2772, 2882, 2992,
3003, 3113, 3223, 3333, 3443, 3553, 3663, 3773, 3883, 3993,
4004, 4114, 4224, 4334, 4444, 4554, 4664, 4774, 4884, 4994,
5005, 5115, 5225, 5335, 5445, 5555, 5665, 5775, 5885, 5995,
6006, 6116, 6226, 6336, 6446, 6556, 6666, 6776, 6886, 6996,
7007, 7117, 7227, 7337, 7447, 7557, 7667, 7777, 7887, 7997,
8008, 8118, 8228, 8338, 8448, 8558, 8668, 8778, 8888, 8998,
9009, 9119, 9229, 9339, 9449, 9559, 9669, 9779, 9889, 9999}
Damit gibt es unter 104 (also 10.000) genau 9 + 9 + 90 + 90 = 198 Zahlenpalindrome. Insgesamt gibt es 9 + 9 + 90 + 90 + 900 = 1098 Zahlenpalindrome, die kleiner sind als 105 (also 100.000). Die Anzahl der Palindrome kleiner als 10n folgt dieser Zahlenreihe: 1998 (für n = 6), 10998 (für n = 7 usw.), 19998, 109998, 199998, 1099998, … (OEIS, A050250).
Des Weiteren hat jede ganze Zahl, die nicht durch 10 teilbar ist, ein positives Vielfaches, das ein Dezimalpalindrom ist, was in einer Aufgabe des Bundeswettbewerbs Mathematik 2009 zu beweisen war.
Aus den Teilbarkeitsregeln ergibt sich außerdem, dass alle Zahlenpalindrome mit gerader Stellenzahl durch 11 teilbar sind.

## Erzeugung von Zahlenpalindromen

### Quadrieren von 1-er Zahlen
Im Dezimalsystem erhält man durch
{\displaystyle ([1]_{n})^{2}}
Palindromzahlen, wobei [1]n die Kurzschreibweise für die n-fache Wiederholung der 1 ist und n von 1 bis 9 reicht.
| 1         | * | 1         | = | 1                 |
| 11        | * | 11        | = | 121               |
| 111       | * | 111       | = | 12321             |
| 1111      | * | 1111      | = | 1234321           |
| 11111     | * | 11111     | = | 123454321         |
| 111111    | * | 111111    | = | 12345654321       |
| 1111111   | * | 1111111   | = | 1234567654321     |
| 11111111  | * | 11111111  | = | 123456787654321   |
| 111111111 | * | 111111111 | = | 12345678987654321 |

### Umkehrung und Addition
Eine weitere Möglichkeit ist das iterative Schema, bei dem eine beliebige positive Zahl (die nicht selber schon ein Palindrom ist) bis zum Erreichen eines Palindroms durch folgenden Algorithmus gedreht wird:
1. Drehe die Zahl um (z. B. 84 zu 48), d. h. erstelle die Spiegelzahl
2. Addiere die umgedrehte Zahl zu ihrer Ausgangszahl (48 + 84 = 132)
3. Drehe die neu entstandene Zahl erneut um (132 zu 231)
4. Addiere erneut beide Zahlen (132 + 231 = 363)

Bei den meisten Zahlen entsteht nach einer bestimmten Anzahl an Rechenschritten ein Zahlenpalindrom. Allerdings existieren auch Zahlen, die sich dieser Transformation widersetzen und bei denen bisher keine Palindrombildung zu finden ist. Solche Zahlen nennt man Lychrel-Zahlen; die bekannteste Lychrel-Zahl ist 196. Man bezeichnet den obigen Algorithmus daher auch als 196-Algorithmus.

### Palindrome bei Transformation des Zahlensystems
Zahlenpalindrome können auch bei der Transformation von Dezimalzahlen in ein anderes Zahlensystem entstehen.
Die folgende Tabelle listet alle Zahlenpalindrome auf (für Zahlen von 10 bis 107), die sich bei der Transformation vom Dezimalsystem in das jeweilige Zahlensystem ergeben.
| Basis            | Dezimalzahl | Zahl in anderem Zahlensystem |
| ---------------- | ----------- | ---------------------------- |
| 4                | 13          | 31                           |
| 7                | 23          | 32                           |
| 7                | 46          | 64                           |
| 7                | 2116        | 6112                         |
| 7                | 15.226      | 62.251                       |
| 8 (oktal)        | 1.527.465   | 5.647.251                    |
| 9                | 445         | 544                          |
| 9                | 313.725     | 527.313                      |
| 9                | 3.454.446   | 6.444.543                    |
| 12 (duodezimal)  | 315.231     | 132.513                      |
| 13               | 43          | 34                           |
| 13               | 86          | 68                           |
| 13               | 774         | 477                          |
| 14               | 834         | 438                          |
| 16 (hexadezimal) | 53          | 35                           |
| 16 (hexadezimal) | 371         | 173                          |
| 16 (hexadezimal) | 5141        | 1415                         |
| 16 (hexadezimal) | 99.481      | 18.499                       |
| 19               | 21          | 12                           |
| 19               | 42          | 24                           |
| 19               | 63          | 36                           |
| 19               | 84          | 48                           |
| 19               | 441         | 144                          |
| 19               | 882         | 288                          |
| 19               | 7721        | 1277                         |
| 19               | 9471        | 1749                         |
| 21               | 551         | 155                          |
| 21               | 912         | 219                          |
| 22               | 73          | 37                           |
| 22               | 511         | 115                          |
| 25               | 83          | 38                           |
| 28               | 31          | 13                           |
| 28               | 62          | 26                           |
| 28               | 93          | 39                           |
| 28               | 961         | 169                          |
| 37               | 41          | 14                           |
| 37               | 82          | 28                           |
| 46               | 51          | 15                           |
| 55               | 61          | 16                           |
| 64               | 71          | 17                           |
| 73               | 81          | 18                           |
| 82               | 91          | 19                           |

## Summe von Zahlenpalindromen
In einem Aufsatz von 2018 wurde gezeigt, dass jede positive ganze Zahl als Summe von drei Zahlenpalindromen geschrieben werden kann, unabhängig vom verwendeten Zahlensystem mit der Basis 5 oder größer.

## Zahlen und Zahlwörter
Joel David Hamkins bemerkt in seinen „Vorlesungen über die Philosophie der Mathematik“ (engl. Lectures on the Philosophy of Mathematics), dass palindrome Zahlen im Gegensatz zu Dreiecks- oder Rechteckszahlen keine Eigenschaften von Zahlen, sondern Zahlwörtern beschreiben. Einige Mathematiker, so Hamkins, halten daher das Konzept für unnatürlich oder laienhaft. So ist beispielsweise die Zahl 27 im Dezimalsystem kein Palindrom, in Binärform 11011 aber schon, in römischer Zahlschrift XXVII wieder nicht. Die Frage, ob eine Zahl ein Palindrom ist, hängt von der Basis ab, in der sie dargestellt wird. Jede Zahl ist in einer Basis ein Palindrom, da sie dann zu einer einzigen Ziffer, sprich einem Palindrom würde.